# Никола Антич
Никола Антич (серб. Nikola Antić / Никола Антић; нар. 4 січня 1994, Белград) — сербський футболіст, захисник клубу «Шахтар» (Солігорськ). Чемпіон Європи серед юнаків 2013 року.

## Клубна кар'єра
Народився 4 січня 1994 року в місті Белград. Вихованець футбольної школи клубу «Партизан».
Влітку 2011 року Антич підписав свій перший професіональний контракт з клубом «Рад». Через місяць захисник був відданий в оренду терміном на рік в клуб «Палич», що виступав у нижчих лігах. У серпні 2012, повернувшись з оренди, Никола дебютував у сербській Суперлізі. У сезоні 2012/13 Нікола провів за клуб 8 зустрічей чемпіонату, в наступному — 11 ігор.
5 серпня 2014 року було оголошено про трансфер молодого захисника в «Црвену Звезду». За сербського гранда Никола дебютував 24 вересня 2014 року в матчі Кубка Сербії проти «Бораца» (1:0). Перший матч у чемпіонаті у складі «Црвени» Антич провів 29 листопада 2014 року проти ОФК (2:1), втім він так і залишився єдиним.
У лютому 2015 року Никола розірвав контракт з белградським клубом і приєднався до «Ягодини».
У серпні 2015 року Антич підписав 3,5-річний контракт з «Воєводиною», де з другого сезону став основним гравцем команди. У січні 2018 року Антич продовжив контракт з клубом, підписавши продовження на рік. Загалом відіграв за команду з Нового Сада чотири сезони своєї ігрової кар'єри.
У лютому 2019 року він підписав дворічний контракт з білоруським клубом «Шахтар» (Солігорськ). Він став головним лівим захисником у складі «гірників». У лютому 2020 року він продовжив контракт до кінця 2022 року. Станом на 10 квітня 2020 року відіграв за солігорських «гірників» 26 матчів в національному чемпіонаті.

## Виступи за збірні
Виступав за юнацькі збірні Сербії до 17 та до 19 років. У складі збірної до 19 років брав участь у юнацькому чемпіонаті Європи, що став для Сербії переможним. Никола зіграв у всіх 5 матчах своєї команди на турнірі, в тому числі і у фіналі проти збірної Франції (1:0). Загалом на юнацькому рівні взяв участь у 15 іграх, відзначившись одним забитим голом.
Протягом 2016—2017 років залучався до складу молодіжної збірної Сербії. На молодіжному рівні зіграв у 5 офіційних матчах.

## Досягнення
- Чемпіон Білорусі: 2020, 2021, 2022
- Бронзовий призер чемпіонату Сербії: 2016/17
- Бронзовий призер чемпіонату Білорусі: 2019
- Володар Кубка Білорусі: 2018/19
- Володар Суперкубка Білорусі: 2021
- У списку 22 найкращих футболістів чемпіонату Білорусі: 2019
- Чемпіон Європи серед юнаків до 19 років: 2013